# クレイジークルーズ
『クレイジークルーズ』は、企画・製作Netflix、脚本・坂元裕二による配信映画。2023年11月16日配信開始。吉沢亮と宮崎あおいがダブル主演を務める。
豪華クルーズ船を舞台に、船上で起きた殺人事件の謎に迫るミステリー＆ロマンティックコメディ。

## 登場人物

### 主要人物
冲方優
演 - 吉沢亮
クルーズ船・MSCベリッシマのバトラー。
盤若千弦
演 - 宮崎あおい
謎の乗船客。

### MSCベリッシマの乗船者
エーゲ海に向かう巨大な豪華クルーズ船。
矢淵初美
演 - 吉田羊
新人船長。
保里川藍那
演 - 菊地凛子
映画プロデューサー。不倫中。
井吹真太郎
演 - 永山絢斗
若手俳優。
湯沢龍輝
演 - 泉澤祐希
萩原組元組員。
萩原汐里
演 - 蒔田彩珠
萩原組長の娘。
久留間宗平
演 - 長谷川初範
医療界のゴッドファーザー。
久留間美咲
演 - 高岡早紀
久留間家の嫁。
久留間道彦
演 - 安田顕
宗平の息子。
久留間玲奈
演 - 大貝瑠美華
久留間家の娘。
佐久本奏翔
演 - 潤浩
久留間家の家政婦の息子。
佐久本桂子
演 - 菜葉菜
久留間家の家政婦。
エドワード江戸
演 - 岡部たかし
マジシャン。
府川直行
演 - 岡山天音
MSCベリッシマのバトラー。
兼良里菜
演 - 松井愛莉
MSCベリッシマのバトラー。
田所達郎
演 - 近藤芳正
初美の部下。
小宮隆人
演 - 宮崎吐夢
船医。
迫田
演 - 光石研
携帯電話がつながらないとクレームする乗船客。
伊東
演 - 渡辺慎一郎
初美に密着取材するTV番組「輝く女性のノンフィクション9の流儀」のディレクター。

客
演 - MANU
禁止エリアのロビーで水着でくつろぐ客。
受付
演 - 外村道子
MSCベリッシマの受付。
島田
演 - 佐野泰臣
船内放送室の船員。

### その他
清川諒
演 - 眞島秀和
千弦の恋人。
船橋若葉
演 - 林田岬優
冲方の恋人。お天気キャスター。

蔵田秀昭
演 - 名波翔（写真出演）
俳優。保里川藍那の夫。

## スタッフ
- 脚本 - 坂元裕二
- 監督 - 瀧悠輔[1]
- 音楽 - 村松崇継[1]
- エグゼクティブプロデューサー - 岡野真紀子[1]
- プロデューサー - 有重陽一[1]、深津智男[1]
- 制作プロダクション - 日活[1]、ジャンゴフィルム[1]
- 企画・製作 - Netflix

## 配信日程
| 配信日         | 配信時間 |
| -------------- | -------- |
| 2023年11月16日 | 2時間7分 |